# Sfax
Sfax (tiếng Ả Rập: صفاقس Ṣfāqesⓘ; ngữ tộc Berber: ⵙⵉⴼⴰⴽⵙ Sifaks) là một thành phố ở Tunisia, cách Tunis 270 km (170 mi) về phía đông nam. Thành phố được lập nên năm 849 CN bên cạnh tàn tích Taparura, hiện là thủ phủ tỉnh Sfax (dân số tỉnh 955.421 người năm 2014), và là một thành phố cảng Địa Trung Hải. Sfax có 330.440 người (2014). Hoạt động kinh tế chính ở đây là chế biến phosphat, trồng trọt (cây ôliu), đánh cá (cảng cá lớn nhất toàn Tunisia) và nhập-xuất khẩu. Đây là thành phố lớn thứ nhì Tunisia sau Tunis.

## Khí hậu
Sfax có khí hậu bán khô hạn (phân loại khí hậu Köppen BSh).
| Dữ liệu khí hậu của Sfax                      | Dữ liệu khí hậu của Sfax | Dữ liệu khí hậu của Sfax | Dữ liệu khí hậu của Sfax | Dữ liệu khí hậu của Sfax | Dữ liệu khí hậu của Sfax | Dữ liệu khí hậu của Sfax | Dữ liệu khí hậu của Sfax | Dữ liệu khí hậu của Sfax | Dữ liệu khí hậu của Sfax | Dữ liệu khí hậu của Sfax | Dữ liệu khí hậu của Sfax | Dữ liệu khí hậu của Sfax | Dữ liệu khí hậu của Sfax |
| Tháng                                         | 1                        | 2                        | 3                        | 4                        | 5                        | 6                        | 7                        | 8                        | 9                        | 10                       | 11                       | 12                       | Năm                      |
| --------------------------------------------- | ------------------------ | ------------------------ | ------------------------ | ------------------------ | ------------------------ | ------------------------ | ------------------------ | ------------------------ | ------------------------ | ------------------------ | ------------------------ | ------------------------ | ------------------------ |
| Cao kỉ lục °C (°F)                            | 26.8 (80.2)              | 32.7 (90.9)              | 36.9 (98.4)              | 37.2 (99.0)              | 41.3 (106.3)             | 47.8 (118.0)             | 47.2 (117.0)             | 46.8 (116.2)             | 43.5 (110.3)             | 38.2 (100.8)             | 34.5 (94.1)              | 28.6 (83.5)              | 47.8 (118.0)             |
| Trung bình ngày tối đa °C (°F)                | 17.1 (62.8)              | 18.1 (64.6)              | 20.2 (68.4)              | 22.5 (72.5)              | 26.0 (78.8)              | 29.9 (85.8)              | 32.7 (90.9)              | 33.2 (91.8)              | 30.5 (86.9)              | 27.1 (80.8)              | 22.3 (72.1)              | 18.2 (64.8)              | 24.8 (76.7)              |
| Trung bình ngày °C (°F)                       | 11.5 (52.7)              | 12.3 (54.1)              | 14.6 (58.3)              | 17.2 (63.0)              | 20.9 (69.6)              | 24.6 (76.3)              | 27.3 (81.1)              | 28.0 (82.4)              | 25.6 (78.1)              | 22.1 (71.8)              | 16.8 (62.2)              | 12.7 (54.9)              | 19.5 (67.0)              |
| Tối thiểu trung bình ngày °C (°F)             | 6.4 (43.5)               | 7.0 (44.6)               | 9.3 (48.7)               | 12.0 (53.6)              | 15.7 (60.3)              | 19.2 (66.6)              | 21.6 (70.9)              | 22.8 (73.0)              | 21.1 (70.0)              | 17.6 (63.7)              | 11.8 (53.2)              | 7.8 (46.0)               | 14.4 (57.8)              |
| Thấp kỉ lục °C (°F)                           | −2.3 (27.9)              | −1.2 (29.8)              | −1.0 (30.2)              | 2.0 (35.6)               | 6.1 (43.0)               | 10.6 (51.1)              | 13.6 (56.5)              | 13.2 (55.8)              | 11.2 (52.2)              | 5.2 (41.4)               | 2.0 (35.6)               | −1.0 (30.2)              | −2.3 (27.9)              |
| Lượng mưa trung bình mm (inches)              | 30.1 (1.19)              | 13.5 (0.53)              | 21.8 (0.86)              | 19.1 (0.75)              | 13.2 (0.52)              | 4.2 (0.17)               | 1.2 (0.05)               | 4.2 (0.17)               | 24.9 (0.98)              | 36.6 (1.44)              | 25.1 (0.99)              | 29.0 (1.14)              | 222.9 (8.79)             |
| Số ngày mưa trung bình (≥ 1.0 mm)             | 3.4                      | 3.3                      | 3.7                      | 2.8                      | 1.7                      | 0.6                      | 0.2                      | 0.5                      | 2.5                      | 3.6                      | 2.8                      | 2.9                      | 28                       |
| Độ ẩm tương đối trung bình (%)                | 65                       | 63                       | 63                       | 63                       | 62                       | 60                       | 59                       | 63                       | 65                       | 66                       | 65                       | 66                       | 63                       |
| Số giờ nắng trung bình tháng                  | 198.4                    | 201.6                    | 238.7                    | 258.0                    | 310.0                    | 333.0                    | 378.2                    | 347.2                    | 273.0                    | 241.8                    | 210.0                    | 195.3                    | 3.185,2                  |
| Số giờ nắng trung bình ngày                   | 6.4                      | 7.2                      | 7.7                      | 8.6                      | 10.0                     | 11.1                     | 12.2                     | 11.2                     | 9.1                      | 7.8                      | 7.0                      | 6.3                      | 8.7                      |
| Nguồn 1: Institut National de la Météorologie |                          |                          |                          |                          |                          |                          |                          |                          |                          |                          |                          |                          |                          |
| Nguồn 2: NOAA                                 |                          |                          |                          |                          |                          |                          |                          |                          |                          |                          |                          |                          |                          |